# Johann I. (Naumburg)
Johann I., auch Johannes († 27. Dezember 1351) war von 1348 bis 1351 Bischof von Naumburg.
Johann I. stammte aus einer unbekannten Familie. Verschiedene Ansätze ihn näher zu identifizieren führten nach Heinz Wießner zu keinem Ergebnis, insbesondere sei seine angenommene Zugehörigkeit zur Familie von Miltitz nicht haltbar.
Johann I. wurde vom Domkapitel zum Bischof erhoben. Papst Clemens VI. reagierte 1349 mit der Ernennung von Nikolaus von Luxemburg als Gegenkandidaten. Nikolaus siegelte sogar als Naumburger Bischof, aber unternahm keine weiteren Anstrengungen, das ihm zugeordnete Bistum in Besitz zu nehmen. Ende 1350 wurde er vom Papst zum Patriarchen von Aquileia ernannt, 1351 lenkte schließlich auch der Papst bezüglich Naumburg ein. Johann I. starb beim Tanz. Der Ort seiner Bestattung ist unbekannt, anderslautende Angaben stammen aus der gefälschten Chronik von Johann Georg Rauhe.